# Charis turrialbensis
Charis turrialbensis är en fjärilsart som beskrevs av William Schaus 1913. Charis turrialbensis ingår i släktet Charis och familjen Riodinidae. Inga underarter finns listade i Catalogue of Life.